# آلفوبل
آلفوبل (به لاتین: Alphubel) یک کوه در سوئیس است که در کانتون وله واقع شده‌است. آلفوبل ۴٬۲۰۶ متر بالاتر از سطح دریا واقع شده‌است.